# Ioana Papuc
Ioana Cristina Papuc-Rotaru, née le 4 janvier 1984 à Câmpulung Moldovenesc (Roumanie), est une ancienne rameuse roumaine. Elle est championne olympique aux Jeux de 2004 puis médaillée de bronze aux Jeux de 2008.

## Carrière
Membre de l'équipage du huit roumaine lors des trois Jeux consécutifs (2004, 2008 et 2012), elle remporte une médaille d'or en 2004 à Athènes, une de bronze en 2008 à Pékin et termine 4e en 2012 à Londres.

## Palmarès
- Jeux olympiques d'été de 2008 à Pékin ( Chine) :
  -  médaille de bronze en huit
- Jeux olympiques d'été de 2004 à Athènes ( Grèce) :
  -  médaille d'or en huit

### Championnats du monde
- Championnats du monde d'aviron 2007 à Munich ( Allemagne) :
  -  médaille d'argent en huit
- Championnats du monde d'aviron 2005 à Gifu ( Japon) :
  -  médaille d'argent en huit

### Championnats d'Europe
- Championnats d'Europe d'aviron 2012 à Varèse ( Italie) :
  -  médaille d'or en huit
- Championnats d'Europe d'aviron 2008 à Athènes ( Grèce) :
  -  médaille d'or en huit
- Championnats d'Europe d'aviron 2007 à Poznań ( Pologne) :
  -  médaille d'or en huit